# Валюк, Андрей Станиславович
Андрей Станиславович Валюк (бел. Андрэй Станіслававіч Валюк; род. 28 марта 1974, Гродно, Белорусская ССР, СССР) — советский и белорусский шашист, специализирующийся в шашках на малой доске (шашки-64).
9-кратный чемпион мира, чемпион Европы по шашкам-64, международный гроссмейстер, мастер спорта международного класса, 13-кратный чемпион Беларуси по шашкам.
Являлся директором «СДЮШОР № 11 по шахматам и шашкам» Минска с 2007 по 2015 год, а также членом исполкома Белорусской федерации шашек. В настоящее время спортсмен-инструктор национальной команды Беларуси. Неоднократный победитель международных и республиканских турниров по шашкам.

## Спортивная биография
Шашками начал заниматься в 1984 году, первый тренер — Шакиров Ринат Камильевич; с 1989 года: Кузмицкий Иосиф Владимирович.
- 1987 год — кандидат в мастера спорта
- 1989 год — мастер спорта
- 1993 год — международный мастер спорта
- 1997 год — международный гроссмейстер
- 2012 год — мастер спорта международного класса

Участник 16 чемпионатов мира.
Лучшие результаты:
- 1993 год (Пинск) — 3 место
- 1997 год (Ровно) — 1 место, Чемпион мира
- 1998 год (Одесса) — 2 место
- 2005 год (Евпатория) — 1 место, Чемпион мира
- 2015 год (Санкт-Петербург, Россия) — 2 место
- 2022 год (Кобулети, Грузия) — 1 место, Чемпион мира, 2 место

Чемпион мира по быстрым шашкам — 1998 год, Одесса
3 место в чемпионате мира по блицу — 2011 год. Санкт-Петербург, Россия
6-кратный чемпион мира в составе команды Республики Беларусь:
- 2015 год (Кранево, Болгария) 1 место (блиц), 1 место (классика)
- 2017 год (Кранево, Болгария) 1 место (блиц), 1 место (рапид), 1 место (классика)
- 2018 год (Кранево, Болгария) — 1 место (блиц)

Участник 5 чемпионатов Европы.
Лучший результат:
- 2012 год (Суздаль, Россия) — 1 место. Чемпион Европы
- 2012 год (Суздаль, Россия) — 3 место (блиц)
- 2018 год (Кранево, Болгария) — 2 место (классика), 3 место (блиц), 3 место (рапид)

13-кратный чемпион Беларуси по шашкам — 1989, 1991, 1992, 1996, 1998, 1999, 2003, 2006 (шашки-100), 2011, 2012, 2016, 2017, 2018.
Обладатель Кубка Беларуси 1991—1993, 1995—1997, 2008, 2016 годов.
В апреле 2024 года Андрей Валюк занял второе место в международной программе бразильских шашек на международном турнире по шашкам-64 в Кемере (Турция).

## Рейтинг
На 1 января 2020 года — первый мировой рейтинг по версии IDF.

## Достижения
Чемпион мира по русским шашкам 1997 (Ровно), 2005 (Евпатория), 2022 (классика, Кобулети, Грузия), чемпион мира по быстрым шашкам 1998 (Одесса), серебряный призёр чемпионата мира по быстрым шашкам 1998 (Одесса), бронзовый призёр чемпионата мира 1993 (Пинск), серебряный призёр чемпионата мира по блицу 2022 (Кобулети, Грузия), бронзовый призёр чемпионата мира по блицу 2011 (Санкт-Петербург, Россия).
Чемпион Европы 2012 года в Суздале, бронзовый призёр чемпионата Европы по блицу этого же года. Участник 11 чемпионатов мира и 3 чемпионатов Европы. 11-кратный чемпион Беларуси: 1989, 1991, 1992, 1996, 1998, 1999, 2003, 2006 (шашки-100), 2011, 2012, 2017. Обладатель Кубка Беларуси 1991—1993, 1995—1997, 2008 годов.
Победитель клубного чемпионата Европы (в составе команды СДЮШОР-9, Челябинск), 2010 (Евпатория).

## Личная биография и пропаганда шашек
Родился в городе Гродно 28 марта 1974 года в католической семье, мать — Валюк Станислава Болеславовна — работала медсестрой в городской больнице, отец — Валюк Станислав Цезаревич — был строителем. Второй младший ребенок в семье. В детстве получил перелом позвоночника, пребывая на лечении в больнице читал книги по шашкам. Старший брат Валентин Валюк также занимался шашками, в детстве вместе ходили на тренировки к одному тренеру. Окончил Гродненский государственный университет физической культуры.
В 1998 году вступил в брак с минчанкой Дайнеко Викторией Михайловной (1980 г.р.), получившей после замужества фамилию Валюк, в том же году переехал в Минск. В 1998 году Виктория Валюк заняла первое место среди девушек на чемпионате Беларуси по стоклеточным международным шашкам, выполнив норму кандидата в мастера спорта по шашкам (тренер И. С. Пашкевич). На этом оставила шашки в качестве спортсменки и стала личным тренером и спортивным менеджером Андрея Валюка. 7 ноября 1998 года у них родился сын Владислав. Владислав Валюк активно тренировался в шашки на большой и малой доске, в 2019 году занял второе место на чемпионате мира по шашкам 64 среди мужчин в классике по версии IDF в Болгарии, достиг звания международного гроссмейстера. Андрей Валюк занял третье место на этом же чемпионате. 31 августа 2013 года в семье родился второй ребенок — дочь Екатерина.
С 2012 года супруга Виктория начинает активно заниматься пропагандой шашек и продвижением мужа.
В 2013 году супруга Виктория открывает канал на YouTube, в котором ключевой фигурой является Валюк Андрей. Первоначально Виктория устраивает видео-марафон, в котором Валюк Андрей отвечает на 20 вопросов, это переводится также на английский язык, чтобы шашки были известны не только на территории русскоязычных стран. Видео-марафон проходил в рамках международного интернет-проекта «Шашки — народная игра!» под эгидой общественной организации «Белорусская федерация шашек». Автором и инициатором проекта также была Виктория Валюк.
В 2015 году Виктория проводит проект «Шашки — народная игра!» во второй раз снова под эгидой общественной организации «Белорусская федерация шашек». В рамках проекта Виктория проводит различные мероприятия, пропагандирующие шашки как вид спорта, среди них интервью с известными шашистами, такими как — Александром Пресманом и Аллой Хоруженко, Викторией Мотричко и ее супругом Владиславом Сплендером, Романом Климашовым (экс-президентом федерации шашек СССР), Павлом Шацовым, международным гроссмейстером Евгением Кондраченко, Гузялией и Олегом Дашковыми. Также в рамках проекта «Шашки — народная игра!» Виктория Валюк проводит международный творческий конкурс «Веселые шашки» и конкурс коллективов «Классные шашки».
Для того, чтобы принять участие в коллективном конкурсе «Классные шашки» нужно было провести в классе урок по шашкам, организовать турнир среди учеников (и/или работников) коллектива, Посмотреть видео-марафон или видео-урок по шашкам с участием международного гроссмейстера Валюка Андрея Станиславовича (данный видео урок набрал 165 тысяч просмотров на начало 2020 года) или с участием международного гроссмейстера по стоклеточным шашкам Носевичем Сергеем Антоновичем на уроке и прислать фотографии или иное подтверждение. Таким образом оба шашиста стали виртуальными учителями по шашкам за пределами республики Беларусь.
В рамках проекта «Шашки -народная игра!» 2015 года, автор проекта Виктория Валюк также выступает куратором будущей коллекции картин об истории шашек. Художники-волонтеры под ее руководством создают картины для тематической выставки «История шашек: со времен Древнего Египта…» В этих картинах красками художники отображают ключевые этапы в развитии шашек. В 2015 году, за 9 месяцев работа над коллекцией картин завершается. На одну из картин попадают изображения международных гроссмейстеров Анатолия Гантварга, Александра Прессмана и Евгения Ватутина, как факт участия в командном чемпионате мира. Представляя современные шашки на другой картине изображена команда Беларуси 2014 года по шашкам, которая на командном чемпионате мира (версия IDF) и портреты шашистов Игоря Михальченко, Андрея Валюка, Николая Кадесникова. Коллекция картин «История шашек: со времен Древнего Египта…» выставлялись долгое время в три этапа в Беларуси. В 2015 году — в холле-галерее кинотеатра «Ракета» в городе Минске, в 2016 году — в холле галерее кинотеатра «Центральный», с 2016 года имея большой успех среди зрителей, выставка снова возвращается в кинотеатр «Ракета» по приглашению руководства кинотеатра и экспонируется там по настоящее время.
В 2016 году Виктория проводит международный проект «Шашки — народная игра!» под эгидой общественной организации «Белорусская федерация шашек» в третий раз. В 2016 году шашечный проект посвящен также миру и защите мира от распространения наркотиков. В рамках проекта состоится посещение детского дома, проводится конкурс «Веселые шашки в раскрасках», небольшие интервью с известными персонами из мира шашек, среди которых: Яков Шаус, многократный чемпион Литвы по шашкам Эдвард Бужинский, Сергей Носевич, Аркадий Плакхин и другие.
Весь проект «Шашки — народная игра!» является благотворительным.
Этот проект начинался в 2013 году, 1 июня. В первый раз он посвящался международному дню защиты детей. В 2015 году проект был посвящен 70-летию Великой Победы. В 2016 году проект посвящен миру без войны и наркотиков.
В ходе кураторства конкурсов и выставки супруга Андрея Валюка Виктория Валюк сама попадает в мир живописи, начинает изучение работы с маслом и холстами и начинает свой путь как художника.
Как итог — проводит свои персональные выставки в Беларуси и за рубежом, принимает участие в групповых выставках и пленэрах. В 2020 году картина Виктории Валюк попадает на престижную международную выставку в Объединенных Арабских Эмиратах.
В 2019 году Валюк Андрей с поддержкой супруги открывает свою заочную школу по шашкам.